# Dichaea anchorifera
Dichaea anchorifera är en orkidéart som beskrevs av Célestin Alfred Cogniaux. Dichaea anchorifera ingår i släktet Dichaea och familjen orkidéer. Inga underarter finns listade i Catalogue of Life.